# Сицилианска гражданска война
Сицилианска война се наричат военните действия между Секст Помпей и Октавиан Август, проведени в периода 39 – 36 пр.н.е..

## Контекст
Секст Помпей разполага с могъща пиратска флота. Тя се състои предимно от избягали роби, на които той осигурява убежище и обещава свобода, както и от някогашни пирати и техните синове.
С тази флота завладява Сицилия, Сардиния и Корсика и блокира доставките към Рим. В Рим настава глад. През 39 пр.н.е. под натиск от страна на гладуващия народ, Октавиан сключва примирие със Секст, т.нар. „Договор в Мизенум“. Този договор гарантира на Секст Помпей Сицилия, Сардиния и Корсика дотогава, докато Октавиан и Марк Антоний държат завладените от тях провинции. Освен това договорът гарантира амнистия за всички последователи на Помпей. Намиращите се при него роби са признати за свободни, а Помпей се задължава да не приема повече избягали роби и да доставя на Рим зърнени храни и стоки.

## Войната
Въпреки договора, скоро пиратските кораби на Секст Помпей отново започват да плячкосват бреговете на Италия и да блокират доставките на стоки към Рим. В столицата пак се надигат гладни бунтове и понеже Помпей наново започва да приема избягали роби, Октавиан провъзгласява борбата срещу него за война. Назначава своя приятел Марк Агрипа за адмирал на римската флота.
През 38 пр.н.е. флотът на Октавиан претърпява големи загуби, когато Секст Помпей разбива силите на изпратения от него Калвизий Сабин, а след това буря довършва оцелелите кораби. През 36 пр.н.е., друга буря разбива отново флота на Октавиан в Месинския пролив.
Агрипа преустроява флотата и я усилва с нови кораби. Освобождава 20 000 роби, на които е позволено да служат като моряци. Съединява с морето Лукринското и Авернското езеро и създава пристанище, след като там войската се обучава цяла зима. През 36 пр.н.е. успява да разбие Помпей при Миле, а след това окончателно при североизточния нос на Сицилия – Наулох.

## Последици
Флотата на Секст е разгромена. Успяват да избягват само 17 кораба. Победата на Агрипа е улеснена, понеже много хора от екипажите на Помпей, съставени от някогашни роби, не се биели, а се предавали – Агрипа им обещал да ги приеме в своята армия като свободни хора. Първоначално те действително били включени във войската, но в уречен ден по тайна заповед на Октавиан 30 000 души били задържани и предадени на старите им господари. Хиляда роби, чийто произход не могли да установят, били екзекутирани.
Секст Помпей бяга в Мала Азия, но скоро е заловен и убит от хора на Антоний.